# Hibiscus dongolensis
Hibiscus dongolensis är en malvaväxtart som beskrevs av Del. och Cailliaud. Hibiscus dongolensis ingår i Hibiskussläktet som ingår i familjen malvaväxter. Inga underarter finns listade i Catalogue of Life.